# Hải Hưng
Hải Hưng is een voormalige provincie in het noorden van Vietnam. Het lag in de delta van de Rode Rivier en heeft bestaan van 1968 tot 1997. De provincie was ontstaan door de samenvoeging van de provincies Hải Dương en Hưng Yên. De samenvoeging is in 1997 ongedaan gemaakt. De hoofdstad van de provincie was Hải Dương.